# Born on the First of July
Born on the First of July ( Nacido el uno de julio) es el segundo álbum del grupo canadiense Chixdiggit, esta vez con una discográfica menor (Honest Don's) ya que no se sentían cómodos en Sub Pop y decidieron marcharse. 

## Canciones
Todas las canciones fueron escritas por KJ Jansen excepto la n.º 13.
1. Gettin' Air - 1:33
2. My Girl's Retro - 1:09
3. Sikome Beach - 1:49
4. Chupacapras - 2:00
5. Quit Your Job - 0:25
6. My Restaurant - 2:07
7. Julianne - 1:04
8. 20 Times - 2:28
9. Ohio - 1:44
10. Haven't Got Time For - 1:38
11. 2000 Flushes - 0:58
12. Brunette Summer - 4:33
13. Nobody (Sylvia Kirby cover)
- Datos: Q3642671